# BBC Cymru Wales
BBC Cymru Wales — подразделение Британской вещательной корпорации, национальный вещатель Уэльса. Компания основана в 1964 году, офис расположен в городе Кардифф. Производит программы на английском и валлийском языках для телевидения, радио и онлайн сервисов.
Управляет двумя телеканалами (BBC One Wales и BBC Two Wales) и двумя радиостанциями (BBC Radio Wales на английском языке и BBC Radio Cymru на валлийском).
C 2003 года занимается производством телесериала Доктор Кто, а также является заказчиком производства телесериала Шерлок.